# Kuntachikkanahalli, Gauribidanur
Kuntachikkanahalli là một làng thuộc tehsil Gauribidanur, huyện Chikkaballapur, bang Karnataka, Ấn Độ.